# 내 마음 반짝반짝
《내 마음 반짝반짝》은 2015년 1월 17일부터 2015년 4월 12일까지 방영된 SBS 주말 특별기획 드라마이다.

## 기획 의도
서민의 딸로 태어난 세 자매가 가진 자들의 횡포 속에서 집안의 복수와 자신의 성공을 위해 살아가는 성장 이야기

## 방송 시간
| 방송 채널 | 방송 기간                         | 방송 시간               | 방송 분량  |
| --------- | --------------------------------- | ----------------------- | ---------- |
| SBS       | 2015년 1월 17일 ~ 2015년 3월 15일 | 토, 일 밤 9:55 ~ 11:15  | 1시간 20분 |
| SBS       | 2015년 3월 21일 ~ 2015년 4월 12일 | 토, 일 밤 10:00 ~ 11:10 | 1시간 10분 |

## 등장 인물

### 주요 인물
- 장신영 : 이순진 역 (아역 : 이영은)
- 남보라 : 이순정 역 (아역 : 신린아)
- 이태임 : 이순수 역 (아역 : 허정은)[1]
- 배수빈 : 천운탁 역

### 진심원조통닭 집
- 윤미라 : 이말숙 역

### 운탁치킨 집
- 손은서 : 천금비 역
- 하재숙 : 천은비 역
- 금보라 : 황미자 역
- 도기석 : 박용식 역

### 세자매의 남자들
- 이필모 : 장순철 역
- 오창석 : 차도훈 역
- 정은우 : 구관모 역
- 윤다훈 : 표성주 역
- 조승현 : 양민호 역

### 차영그룹 집
- 차수연 : 차예린 역
- 김동현 : 차석남 역
- 정애리 : 강성숙 역

### 그 외 인물
- 정규수 : 한영표 역
- 김하균 : 신하성 이사 역
- 김경룡 : 박 이사 역
- 임현식 : 김순돌 역
- 동하 : 선우 역
- 김일우 : 영수 역
- 이효정 : 강진오 역
- 이승형 : 조진우 역
- 김진엽 : 형식 역
- 최정후 : 천수영 역

### 특별 출연
- 김민영 : 장경자 역
- 이덕화 : 이진삼 역
- 김학철 : 천기범 역
- 김선화
- 구혜령
- 김기천 : 경산여고 교장 역
- 문희경 : 음대 교수 역
- 서동원 : 이순진의 맞선남 역
- 정동규
- 양희경 : 공 사장 역
- 권해효 : 달관 역
- 염동헌 : 공 사장 남편 역
- 최선자 : 가마솥 할매 통닭집주인 역
- 김동균
- 박주용
- 한호용
- 이현걸
- 리민

## 시청률
아래의 파란색 숫자는 '최저 시청률'이고, 빨간색 숫자는 '최고 시청률'입니다. 시청률조사회사와 지역별로 시청률에 차이가 있을 수 있습니다. 
| 2015년      | 2015년      | 2015년         | 2015년       | 2015년         | 2015년       |
| 회차        | 방송일      | TNmS 시청률    | TNmS 시청률  | AGB 시청률     | AGB 시청률   |
| 회차        | 방송일      | 대한민국(전국) | 서울(수도권) | 대한민국(전국) | 서울(수도권) |
| ----------- | ----------- | -------------- | ------------ | -------------- | ------------ |
| 제1회       | 1월 17일    | 3.2%           | 3.7%         | 2.9%           | 3.4%         |
| 제2회       | 1월 18일    | 2.5%           | 3.4%         | 2.1%           | 3.0%         |
| 제3회       | 1월 24일    | 2.7%           | 3.8%         | 2.6%           | 3.6%         |
| 제4회       | 1월 25일    | 2.6%           | 2.7%         | 2.3%           | 2.4%         |
| 제5회       | 1월 31일    | 2.6%           | 2.9%         | 2.7%           | 3.0%         |
| 제6회       | 2월 1일     | 2.1%           | 2.6%         | 2.8%           | 3.3%         |
| 제7회       | 2월 7일     | 2.7%           | 3.3%         | 3.0%           | 3.6%         |
| 제8회       | 2월 8일     | 2.2%           | 2.5%         | 2.3%           | 2.4%         |
| 제9회       | 2월 14일    | 2.4%           | 2.6%         | 2.7%           | 3.0%         |
| 제10회      | 2월 15일    | 2.0%           | 2.1%         | 2.0%           | 2.2%         |
| 제11회      | 2월 22일    | 2.3%           | 2.5%         | 2.1%           | 2.4%         |
| 제12회      | 2월 22일    | 4.0%           | 4.3%         | 4.2%           | 4.5%         |
| 제13회      | 2월 28일    | 2.9%           | 3.0%         | 2.5%           | 2.6%         |
| 제14회      | 3월 1일     | 2.7%           | 3.2%         | 2.7%           | 3.3%         |
| 제15회      | 3월 7일     | 2.7%           | 3.0%         | 3.1%           | 3.5%         |
| 제16회      | 3월 8일     | 2.6%           | 2.8%         | 2.6%           | 2.9%         |
| 제17회      | 3월 14일    | 4.3%           | 4.4%         | 3.8%           | 3.9%         |
| 제18회      | 3월 15일    | 3.4%           | 4.2%         | 3.4%           | 4.3%         |
| 제19회      | 3월 21일    | 4.0%           | 4.8%         | 4.7%           | 5.5%         |
| 제20회      | 3월 22일    | 3.5%           | 3.7%         | 4.4%           | 4.6%         |
| 제21회      | 3월 28일    | 4.3%           | 5.2%         | 3.9%           | 4.8%         |
| 제22회      | 3월 29일    | 4.4%           | 4.6%         | 5.1%           | 5.3%         |
| 제23회      | 4월 4일     | 5.4%           | 6.5%         | 5.0%           | 6.0%         |
| 제24회      | 4월 5일     | 4.7%           | 5.4%         | 4.9%           | 5.6%         |
| 제25회      | 4월 11일    | 6.3%           | 7.1%         | 5.7%           | 6.4%         |
| 제26회      | 4월 12일    | 4.7%           | 5.0%         | 5.2%           | 5.5%         |
| 평균 시청률 | 평균 시청률 | 3.3%           | 3.8%         | 3.4%           | 3.9%         |

## 결방 및 조기종영
- 2015년 2월 21일 : 설 특집 영화 <수상한 그녀>로 인해 결방 (다음날인 2월 22일 11회, 12회가 연속 방영)
- 2015년 3월 17일 : 당초 50부작으로 기획되었지만 시청률 저조로 인하여 24회가 축소된 26부작으로 조기종영이 확정되었다.[4]

## 참고 사항
- 당초 김정은과 김수로가 주연으로 낙점됐으나[5] 배역 비중에 대한 불만 등을 이유로 제작사 측에 하차 통보를 했다.
- 공감을 얻지 못한 헐거운 이야기로 시청자들의 외면을 받아[6] 애국가 시청률로 고전을 면치 못한 채 조기종영되는 수모를 당했다.
- 이태임 (이순수 역)이 불미스러운 일로 빠지자[7] 최윤소가 이 배역을 맡을 예정이었지만 조기종영 때문에 무산됐다.
- 차수연과 오창석은 KBS2 월화드라마 《그들이 사는 세상》 이후로 7년만에 재회하는 작품이다.
- 금보라와 오창석은 MBC 주말드라마 《왔다! 장보리》 이후로 1년만에 재회하는 작품이다.

## 같이 보기
- 파랑새의 집 (KBS2, 2015년 2월 21일 ~ 2015년 8월 9일)
- 장미빛 연인들(MBC, 2014년 10월 18일 ~ 2015년 4월 12일)
- 징비록 (KBS1, 2015년 2월 14일 ~ 2015년 8월 2일)
- 전설의 마녀 (MBC, 2014년 10월 25일 ~ 2015년 3월 8일)
- 여왕의 꽃 (MBC, 2015년 3월 14일 ~ 2015년 8월 30일)